# Leli Island
Leli Island, auch Leili Island genannt, ist eine heute unbewohnte Insel östlich von Malaita im pazifischen Inselstaat Salomonen.

## Geographie
Die üppig bewachsene, schlangenförmig gewundene Insel ist etwa 6 km lang (West nach Ost) und in der Inselmitte maximal 300 m breit. Vor allem die Nordwest- und Südküste ist von einem Korallenriff eingefasst.
Leli war früher dünn besiedelt; Reste der verlassenen Siedlungen Uruilangi und Rokai finden sich im Westen und Osten der Insel.
Die Insel zählt zur Provinz Malaita.